# フェネチルイソチオシアネート
フェネチルイソチオシアネート（Phenethyl isothiocyanate, PEITC）はアブラナ科植物に存在するイソチオシアネートである。前立腺癌等のがんに対する抗がん剤として研究されている。
生合成的にはグルコナスツルチインにミロシナーゼが作用することで合成される。